# Walter Hürlimann
Walter Anton Hürlimann (* 5. Februar 1899 in Zürich; † 6. August 1979 in Uster) war ein Schweizer Bildhauer und Zeichner. Sein Werk umfasst Plastiken, Skulpturen, Porträts, Holzschnitzereien und Aquarelle.

## Leben und Werk
Walter Anton Hürlimann war ein Sohn des aus Hombrechtikon stammenden Maschinenbauers Hans Heinrich (1864– 1939) und der aus Düsseldorf stammenden Martha (1871–1960), geborene Dreesbach.
Zusammen mit seinem älteren Bruder Rico und seiner jüngeren Schwester Martha-Celly (1902–1997) wuchs er an der Ottikerstrasse in Oerlikon auf. Die Schwester wurde später Sängerin und Kulturmäzenin; sie heiratete den Kapellmeister Heinrich Ritter (1887–1956). Dieser war ein Enkel von Heinrich Grunholzer.
Seine Mutter unterstützte Hürlimanns kreatives Talent; sie ermöglichte ihm als 10-Jährigem, den Zeichen- und Malunterricht bei der Kunstmalerin Gull am Sempersteig in Zürich zu besuchen. Aus beruflichen Gründen des Vaters lebte die Familie von 1911 bis Ende 1913 in Brüssel, danach ein Jahr lang in Schaffhausen und schliesslich in Uster.

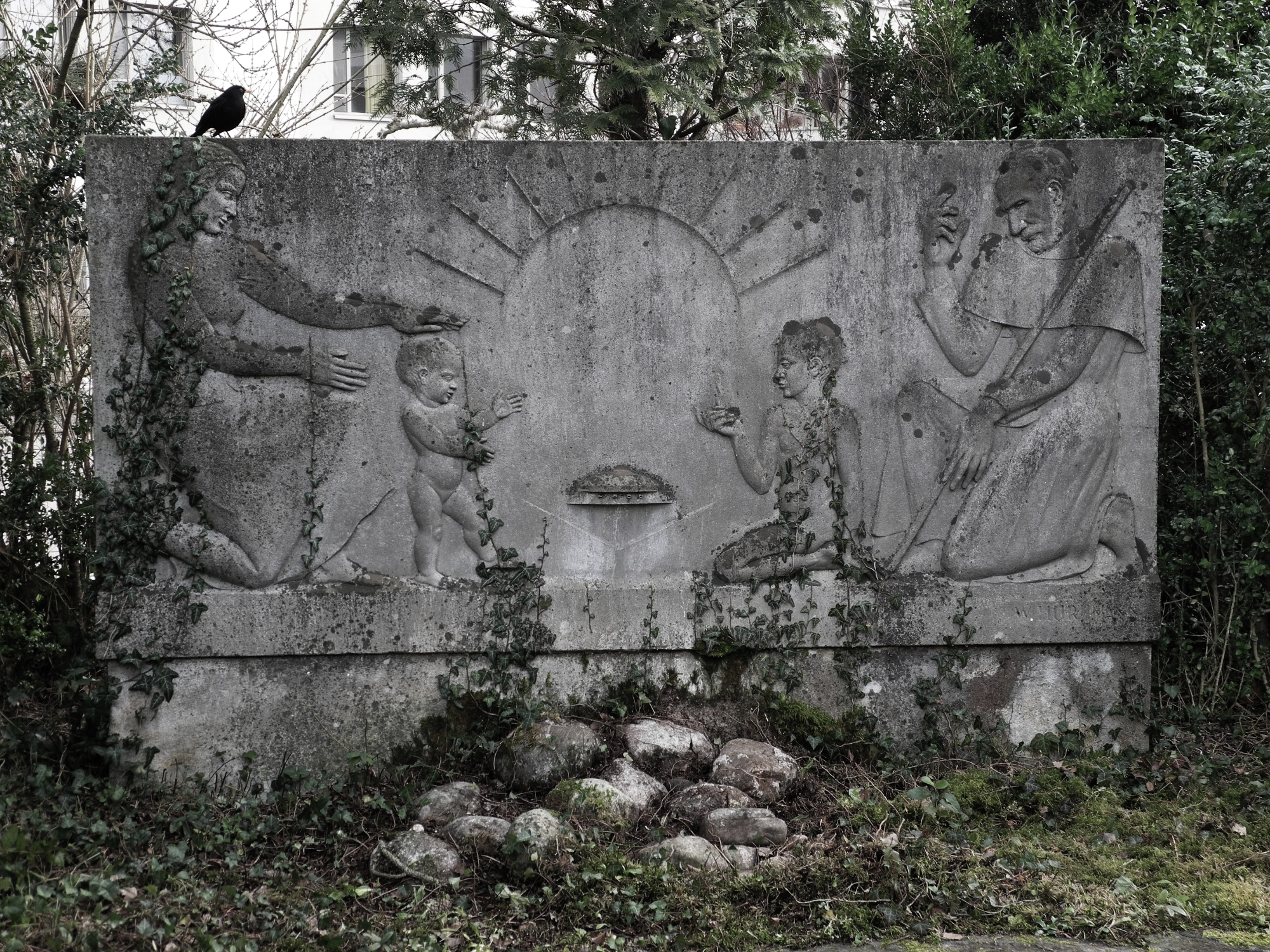
1938, Brunnenrelief. Werden – Sein – Vergehen. Friedhof Uster

Walter Anton Hürlimann besuchte von 1916 bis 1919 die Kunstgewerbeschule Zürich. Seine Lehrer waren der Bildhauer Carl Fischer, der Illustrator und Zeichner Walter Grütter (1890–1943), der Maler, Zeichner, Grafiker und Illustrator Ernst Georg Rüegg und der Bildhauer und Fachlehrer für Modellieren Ernst Karl Dallmann (1889–1947). Dieser führte zusammen mit dem aus München stammenden Bildhauer Gustav Bergmann (1882–1962) an der Dufourstrasse 136 in Zürich eine Bildhauerwerkstatt. Hürlimann absolvierte in deren Werkstatt von 1916 bis 1919 eine Bildhauerlehre für dekorative Plastik und Holz, Stuck und Stein. Nach der Lehre arbeitete er als Bildhauergeselle bis 1922 bei Otto Münch im ehemaligen Atelier von Arnold Böcklin. Anschliessend hielt sich Hürlimann bis Ende 1924 an der Kunstakademie Düsseldorf auf und war Meisterschüler von Richard Langer. Seine künstlerischen Vorbilder waren Charles Despiau, Aristide Maillol und Constantin Meunier.

Wieder in Uster eröffnete Hürlimann 1925 neben dem elterlichen Haus an der Florastrasse 25 seine eigene Bildhauerwerkstatt. Im Auftrag der Stadt Uster schuf er 1938 das Brunnenrelief Werden – Sein – Vergehen für den Friedhof Uster. Im Zuge des Friedhofumbaues wurde der Brunnen ca. 1960 zerstört. 1929 beteiligte sich Hürlimann an der zweiten Zürcher Oberländer Kunstausstellung in Uster

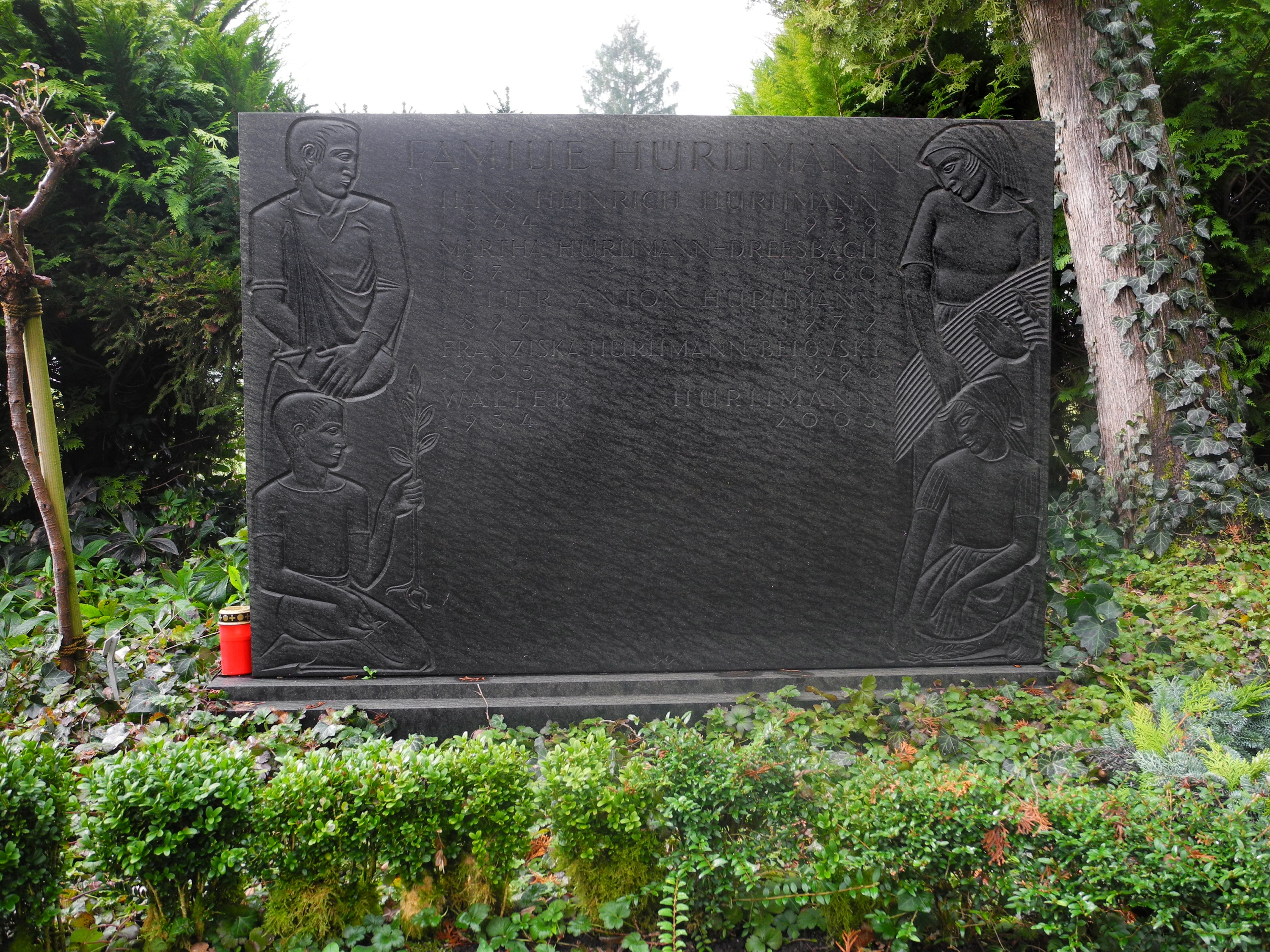
1941, Grabstein von Walter Anton Hürlimann, Säen und Ernten, Friedhof Uster

Hürlimann heiratete 1930 die aus Wien stammende Franziska Rosa, geborene Belovsky (1905–1998). Zusammen hatten sie drei Kinder. Infolge der Weltwirtschaftskrise erlernte Hürlimann zusätzlich bei seinem Kollegen Bielser in Pratteln die Bearbeitung und Beschriftung von Granit-Grabsteinen und konnte so durch weitere Grabsteinaufträge die Krisenjahre finanziell überstehen. Einige seiner Werke sind auf dem Friedhof in Uster zu sehen.
Hürlimann war auch ein talentierter Sänger und Schauspieler und hatte die Hauptrolle an der Schweizerischen Landesausstellung 1939 im grossen Festspiel der Schweizer Eisenbahner inne. In der Folge wurde er von Talentsuchern der Schweizerischen Fox-Film-Agentur entdeckt, die ihn als Schauspieler unter Vertrag nehmen wollten, was er jedoch zu Gunsten der Bildhauerei ablehnte.
Während des Zweiten Weltkriegs leistete Hürlimann mehrere hundert Tage Aktivdienst, was wiederum grosse finanzielle Engpässe für ihn und seine Familie zur Folge hatte. Als die Frau von Jakob Heusser-Staub 1939 verstarb, bekam Hürlimann den Auftrag für ihr Grabmal. In der Folge schuf er die Grosse schlafende Frau aus Untersberger Marmor, einem Forellenstein aus Salzburg. 1941 war Hürlimann mit Werken an der Kunstausstellung Zürich-Land vertreten.

Hürlimann unternahm zwischen 1966 und 1975 Studienreisen nach Italien, Griechenland, Ägypten und Nordafrika. 1975 nahm er an der Kunstausstellung 1200 Jahre Uster im Stadthaus Uster teil. Im gleichen Jahr erkrankte er so schwer, dass er die Bildhauerei aufgeben musste und sich der Aquarellmalerei zuwandte. 

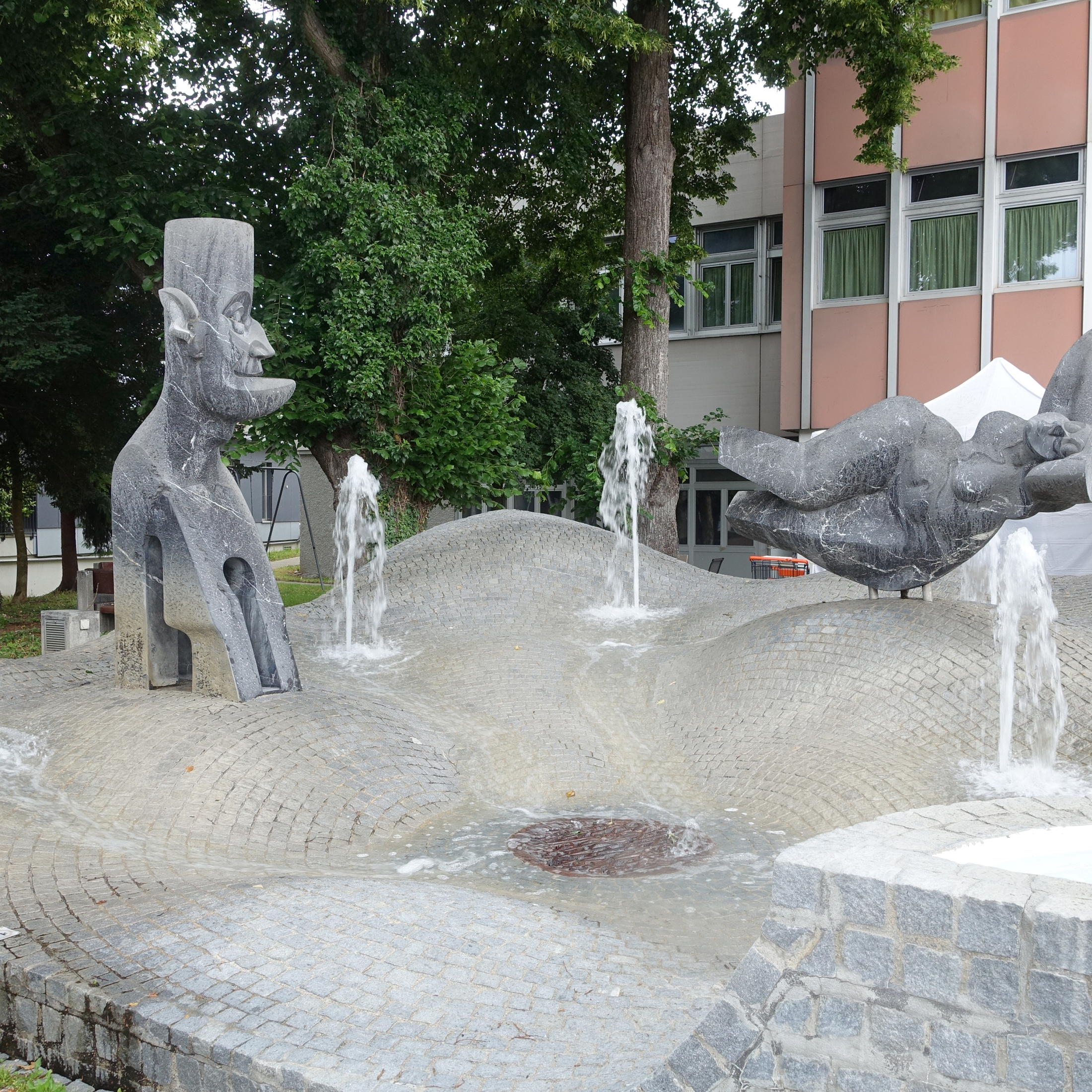
Orpheus-Brunnen am Sterneplatz in Uster von Walter Hürlimann, Junior.

Hürlimann betrieb von 1942 bis zu seinem Tod 1979 seine Werkstatt im ehemaligen Pferdestall im Ökonomiegebäude neben seinem Wohnhaus an der Florastrasse 64 in Uster. Seine letzte Ruhestätte fand er im Familiengrab auf dem Friedhof in Uster.

## Walter Hürlimann (1934–2005) Junior
Walter Hürlimann junior absolvierte die Lehre in der väterlichen Werkstatt und schuf Werke im öffentlichen Raum in Uster, so u. a. den Orpheus-Brunnen zum Andenken an den Kapellmeister Heinrich Ritter-Hürlimann (1887–1956) am Sterneplatz und die Wandmalerei Erinnerung an mein Dorf im Krankenheim Im Grund. Weitere Werke sind u. a. die Spielskulptur Wolkenschiff beim Schulhaus Gutschick in Winterthur. Hürlimann unterrichtete ab 1958 an der Kunstgewerbeschule Zürich und war von 1966 bis 1996 Fachlehrer für Naturstudien am Vorkurs und Dreidimensionales Gestalten an der Abteilung für gestalterische Lehrberufe an der KGS, Zürich.
1999 gab er das Buch Der Bildhauer Walter Anton Hürlimann im Eigenverlag heraus. Anfang der 2000er-Jahre folgte die Schrift Erinnerungen an mein Dorf. Uster im 19. Jahrhundert – Spurensuche in den ehemaligen Zivilgemeinden.